# Belonoidei
Sous-ordre
Position phylogénétique
- Acanthopterygii
  - Percomorpha
    - Ovalentaria
      - Atheriniformes

Groupe frère : Atherinoidei
Les Belonoidei sont un sous-ordre de poissons qui regroupe quatre familles de poissons de l'ordre des Beloniformes.

## Description
Comme les Beloniformes, les Belonoidei sont des poissons allongés, avec des nageoires dorsales et anales situées à l’arrière du corps et une ligne latérale placée ventralement. Les bélonidés, ou poissons-aiguilles, sont des piscivores élancés avec des mâchoires longues et dentées, pouvant mesurer jusqu’à 2 mètres. Certains, avec une mâchoire supérieure réduite, se nourrissent de plancton comme les demi-becs (hémiramphidés). Ces derniers ont des écailles grandes et cycloïdes, et pas d’épines aux nageoires. Les scomberésocidés, plus petits (jusqu’à 0,5 m environ), possèdent des pinnules derrière leurs nageoires dorsales et anales, et le plus petit d’entre eux, Cololabis adocetus, ne mesure que 5 cm environ. Enfin, les exocétidés (poissons volants) sont en forme de torpille, avec des nageoires pectorales très développées et un lobe inférieur de nageoire caudale renforcé, adapté pour glisser au-dessus de l’eau.
Dans le cadre de leur classification phylogénétique, les Belonoidei se distinguent par plusieurs apomorphies morphologiques diagnostiques. Parmi celles-ci, l'absence de cartilage interarcual, des deuxième et troisième épibranchiaux relativement petits, ainsi qu'un deuxième pharyngobranchial réorienté verticalement. De plus, le hypohyal dorsal et l'interhyal sont absents. Une autre caractéristique est le nombre réduit de rayons principaux dans le lobe supérieur de la nageoire caudale par rapport au lobe inférieur. Enfin, les os pariétaux sont extrêmement réduits ou absents.

## Liste des super-familles et des familles
D'après ITIS (8 décembre 2024) :
- Super-famille Scomberesocoidea
  - Belonidae Bonaparte, 1832
  - Scomberesocidae Müller, 1843
- Super-famille Exocoetoidea
  - Exocoetidae Risso, 1827
  - Hemiramphidae Gill, 1859

## Systématique
Sans être formellement considéré comme invalide, ce sous-ordre n'est pas mentionné dans les classifications de référence que sont WoRMS et ECoF, mais il reste cité en tant que sous-ordre des Beloniformes dans d'autres sources de classification classique.

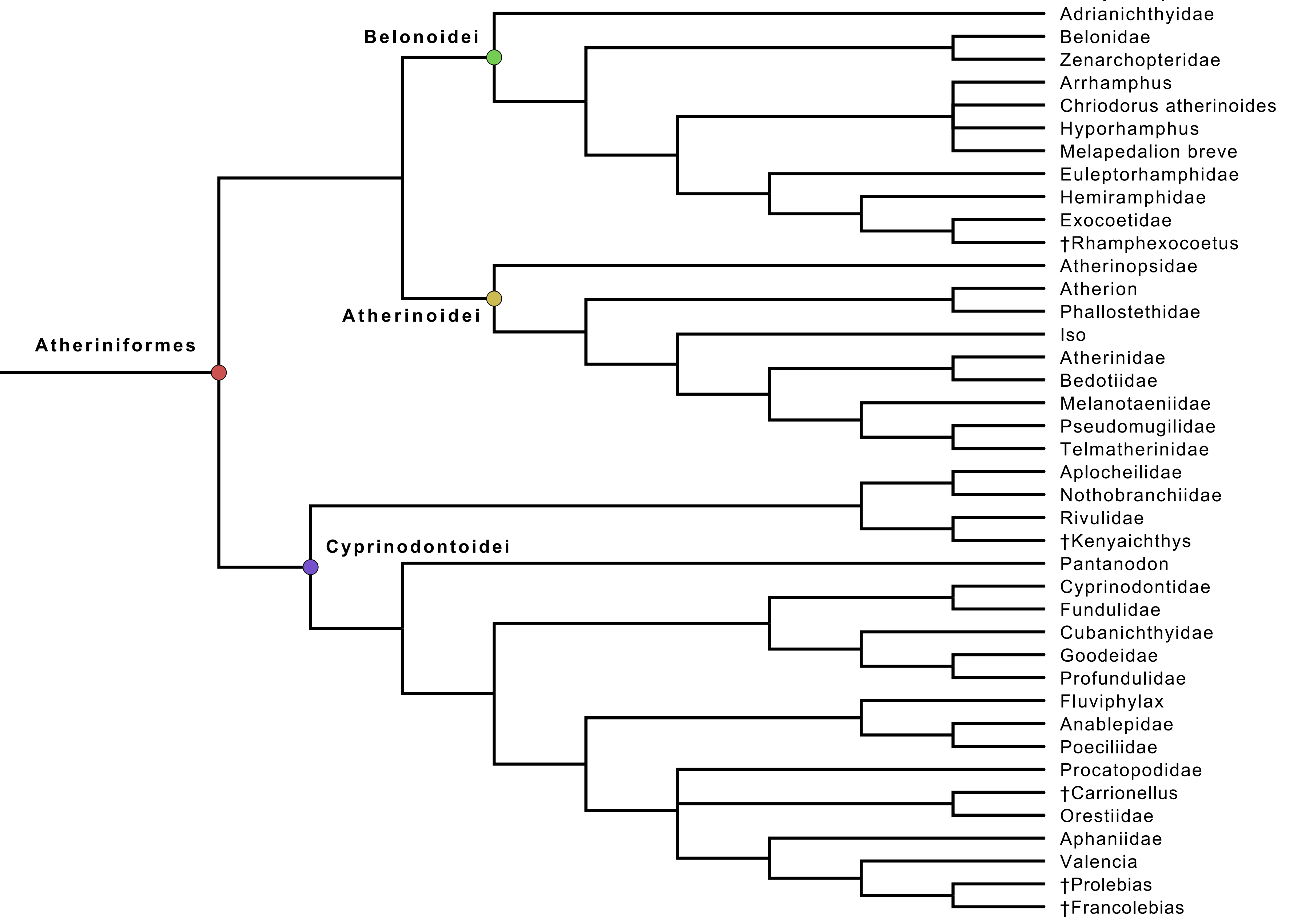
Clade des Atheriniformes d'après Near & Thacker, 2024

Il est toutefois maintenu en tant que clade monophylétique au sein des Atheriniformes dans la classification phylogénétique de Near & Thacker qui mentionnent Belonoidei Postel, 1959 comme nom valide complet (avec auteur) pour ce taxon.
Ce taxon est le clade-couronne le moins inclusif contenant Adrianichthys oophorus, Xenentodon cancila, Hemiramphus far et Belone belone. Il s'agit d'une définition de clade-couronne minimale, mais les auteurs précisent que le clade n'est pas défini en respectant le PhyloCode à la lettre. Ils indiquent avoir préféré une approche intermédiaire qui combine la classification phylogénétique et des éléments traditionnels de l’ichtyologie. Leur classification est entièrement dépourvue de rangs, mais ils emploient des suffixes comme -formes, -oidei et -oidea, habituellement associés aux ordres, sous-ordres et superfamilles. Pour éviter que des groupes portant les mêmes suffixes se chevauchent, ils ont modifié certains suffixes utilisés jusqu’à présent, afin de clarifier et d’uniformiser les noms.

### Synonymes
Dans la classification classique, Belonoidei a pour synonyme :
- Exocoetoidei

Dans la classification phylogénétique, Beloniformes est un synonyme ambigu de Belonoidei. Synentognathi et Exocoetoidei en sont des synonymes partiels.

## Étymologie
Depuis le grec ancien βελόνη (bᵻlˈɑːne͡ɪ), signifiant "aiguille", mais également le nom donné au grand syngnathe (Syngnathus acus) et à l'aiguillette (Belone belone) dans les écrits biologiques d'Aristote.

## Publication originale
Postel, É. (1959). Liste commentée des poissons signalés dans l’Atlantique tropico-oriental nord, du Cap Spartel au Cap Roxo, suivie d’un bref aperçu sur leur répartition bathymétrique et géographique. Bulletin de la société scientifique de Bretagne, XXXIV(1‑2), 129‑170. Horizon. [lire en ligne (page consultée le 4 décembre 2024)]